# استبداد الأغلبية

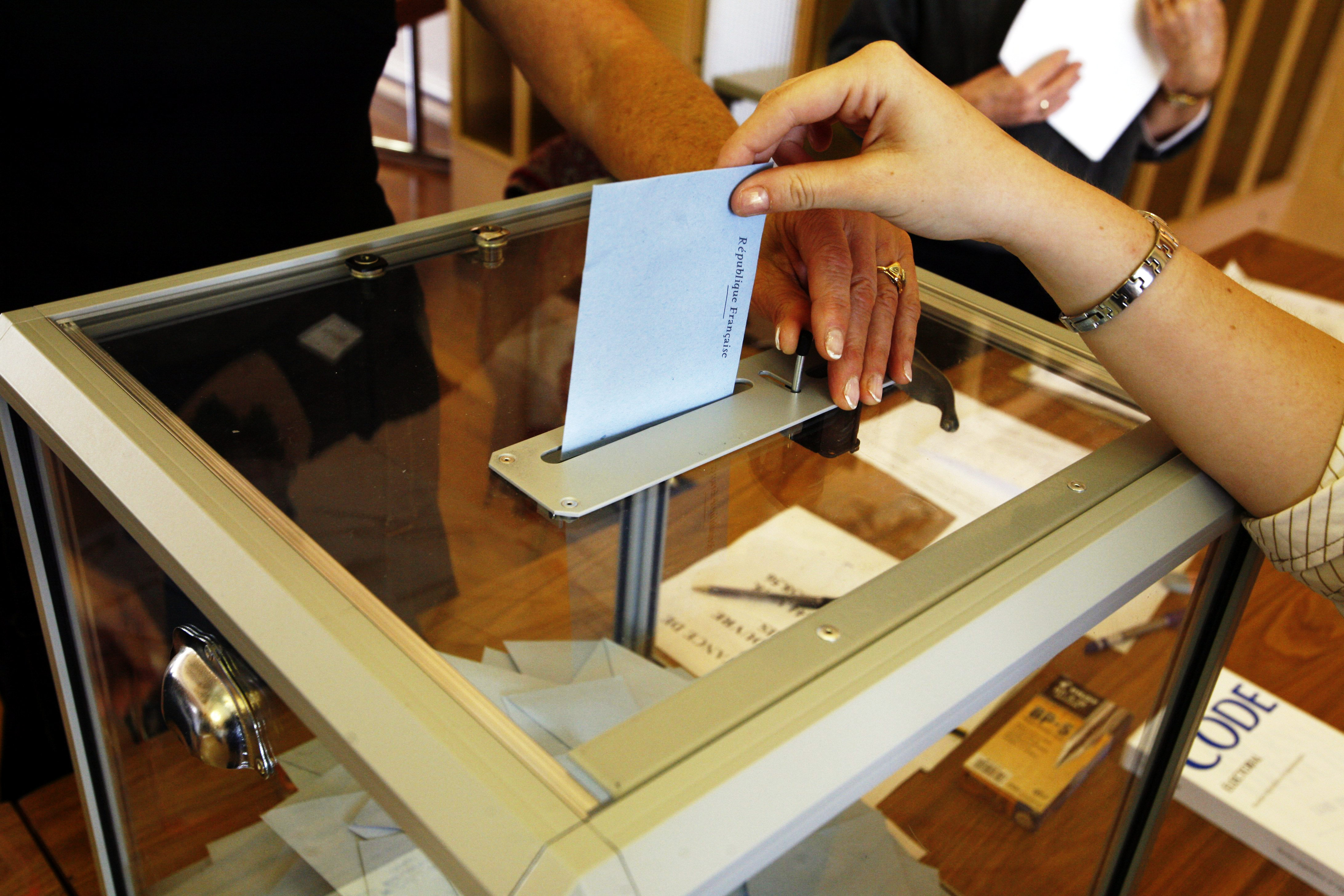

استبداد الأغلبية أو استبداد الجماهير هي نقطة ضعف يُزعم أنها ملازمة لحكم الأغلبية يسعى فيها غالبية الناخبين إلى تحقيق مصالحهم على حساب الأقليات. ناقش جون ستيورات ميل في كتابه عن الحرية عام 1859 أن ذلك سيؤدي إلى اضطهاد مجموعات الأقليات الشبيه بما يمارسه طاغية أو مستبد.
السيناريوهات التي يتجسد فيها مفهوم الاستبداد محددة للغاية، متضمنةً نوعًا من تشويه الشروط المسبقة للديمقراطية مثل:
- زيادة المركزية: عندما تتخذ السلطة المركزية لفيدرالية قرارًا يجب أن يكون محليًا، متجاوزةً الالتزام بمبدأ التبعية.[2] الحلول النموذجية، في هذه الحالة، هي قوانين الأغلبية العظمى والأغلبية المتزامنة.
- الابتعاد عن العقلانية: عند، مثلما يستذكر توكفيل، اتخاذ قرار «يستند في مطالبته بالحكم على أساس الأرقام، وليس على أساس العدل والإتقان». يساعد استخدام الاستشارة العامة والهيئات الاستشارية التقنية، وآليات أخرى مشابهة في تحسين عقلانية اتخاذ القرارات قبل التصويت عليها. المراجعة القضائية (أي إعلان إبطال القرار) هي الطريقة المعتادة بعد التصويت.[3]

في كلتا الحالتين، في سياق الأمة، استُخدمت الحدود الدستورية على سلطات الهيئة التشريعية، ومقدمة ميثاق الحقوق من أجل مواجهة المشكلة. فصل السلطات (على سبيل المثال الإجراءات التشريعية والتنفيذية المتعلقة بالأغلبية خاضعة للمراجعة من قبل القضاء) يمكن أن يطبق أيضًا من أجل منع المشكلة من الحدوث داخليًا في الحكومة.

## المصطلح
كان المصطلح المستخدم في العصر اليوناني التقليدي والهلنستي من أجل الحكم الشعبي القمعي هو «حكم الدهماء» (حكم الغوغاء)، كان الاستبداد يعني حكم رجل واحد -سواءً كان مرغوبًا أم لم يكن.
في حين تُنسب الجملة المحددة «استبداد الأغلبية» بشكل متكرر إلى العديد من الآباء المؤسسين، فإن جون آدمز هو الوحيد المعروف باستخدامها، معارضًا الحكومة من خلال هيئة واحدة منتخبة أحادية المجلس. أشار آدم فيما كتبه مدافعًا عن الدستور في مارس عام 1788 إلى أن «مجلس برلمان ذو غرفة واحدة، كل عضو...مسؤول فقط أمام ناخبيه، وغالبية الأعضاء الذين كانوا هم من حزب واحد» بأنه «استبداد للأغلبية»، محاولًا إلقاء الضوء على الحاجة بدلًا من ذلك إلى «حكومة مختلطة، تتألف من عدة فروع(سلطات)». طرح المؤلف الدستوري جيمس ماديسون فكرة مشابهة في مقالة له بعنوان الفيدرالي 10، مشيرًا إلى التأثير المزعزع «للقوة العليا لأغلبية ذات مصلحة ومتعجرفة» على حكومة، رغم أن المقال برمته يركز على جهود الدستور للتخفيف من التحزّب بشكل عام.
من بين مستخدمي هذا المصطلح في وقت لاحق إدموند بروك، الذي كتب في رسالة عام 1790 أن «استبداد الأغلبية هو استبداد مضاعف». وقد أصبحت شائعة أكثر من خلال جون ستيوارت ميل في كتابه الذي يحمل عنوانًا عن الحرية(1859). استخدم فريدريك نيتشه هذه الجملة في الجزء الأول من كتابه إنسان مفرط في إنسانيته (1879). كتب آين راند أن الحقوق الفردية لا تخضع لتصويت الجمهور، وأن الوظيفة السياسية للحقوق هي بشكل خصوصي أن تحمي حقوق الأقليات من اضطهاد الأغلبية وأن «أصغر أقلية على وجه الأرض هي الفرد». في مقال لهربرت ماركوس في عام 1965 بعنوان «التسامح القمعي»، قال «يمتد التسامح ليشمل السياسات، والظروف وأنماط السلوك التي لا يجب التسامح فيها لأنها تعيق، إن لم تكن تدمر، فرص خلق وجود خالٍ من الخوف والبؤس» وإن «هذا النوع من التسامح يقوّي استبداد الأغلبية التي احتج عليها الليبراليون الحقيقيون». في عام 1994، استخدم الباحث القانوني لاني غوينر الجملة عنوانًا لمجموعة مقالات مراجعة قانونية.

## أمثلة
يمكن وصف أوضاع «لا استبداد» و«استبداد» في أي سياق ديمقراطي بسيط لصنع القرار، مثل جمعية تداولية.

### الابتعاد عن العقلانية
أشار هربرت سبنسر في كتابه «الحق في تجاهل الدولة(1851)» إلى المشكلة من خلال المثال التالي:
لنفترض، لخدمة النقاش، ونتيجة الصدمة التي يسببها الذعر المالتوسي، أن الهيئة التشريعية التي تمثل الرأي العام حسب الأصول ستسن قانونًا يقضي بأن جميع الأطفال الذين سيولدون خلال العشر سنين المقبلة يجب أن يتم إغراقهم. هل يظن أحد أن سن قانون كهذا سيكون مبرّرًا؟ إن لم يكن كذلك، فمن الواضح أنه يوجد حدود لقوة الأغلبية.

### سيناريوهات لا استبداد اعتيادية
نفترض أن لدينا جمعية تداولية لمبنى مشترك الملكية تضم 13 ناخبًا، يتخذون قرارًا، حسب قاعدة الأغلبية، باختيار «أ أو ب»،
أ: أن يقوموا بطلاء الغرف المشتركة (مثل غرفة الألعاب، أو البهو، أو صالة الطابق) بلون أزرق.

ب: طلاؤها باللون الأحمر.
لنفترض أن النتيجة النهائية هي «8 أصوات للخيار أ و5 أصوات للخيار ب»، بذلك بما أن 8 أغلبية، يربح الأزرق. بما أنهم مجتمعون (13 ناخب) فإن القرار شرعي.
وهو قرار مركزي يشمل جميع الغرف المشتركة الاستخدام، «لون واحد لكل الغرف»، وهو أيضًا شرعي. يمتلك الناخبون بعض الحجج ضد قرار «كل غرفة لها لونها»، يبررون المركزية بأنه: يقول البعض إن الغرف المشتركة تحتاج إلى قرارات موحدة، ويفضل البعض الآخر أسلوب اللون المتجانس، وجميع الناخبين الآخرين ليس لديهم أساليب مفضلة، يشرح محلل اقتصادي (ويوافقه الجميع) أن شراء طلاء بلون واحد بالجملة لجميع الغرف أفضل.